# 約翰·基布爾

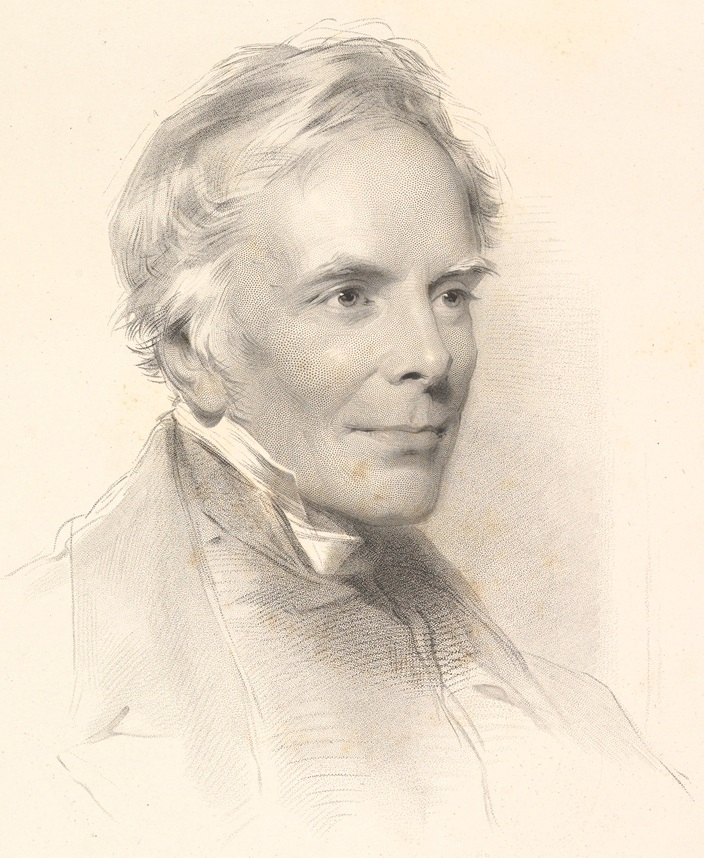
約翰·基布爾 (1863 年)

約翰·基布爾（英語：John Keble，1792年4月25日—1866年3月29日） 為英國神職人員，牛津運動核心物之一，牛津大學基布爾學院為紀念他的貢獻，以其名創建。